# Sandkämpar
Sandkämpar (Plantago arenaria) är en växtart i familjen grobladsväxter. 